# G.A.S-station Berlin – Tankstelle für Kunst und Impuls

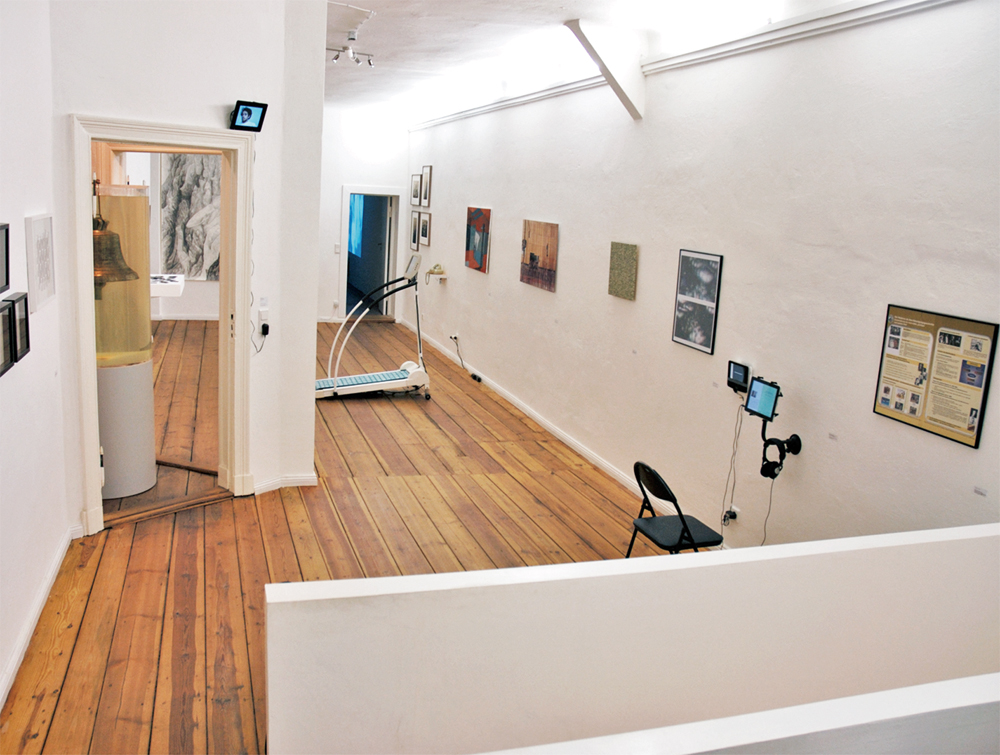
G.A.S-station Berlin – Tankstelle für Kunst und Impuls (2011)

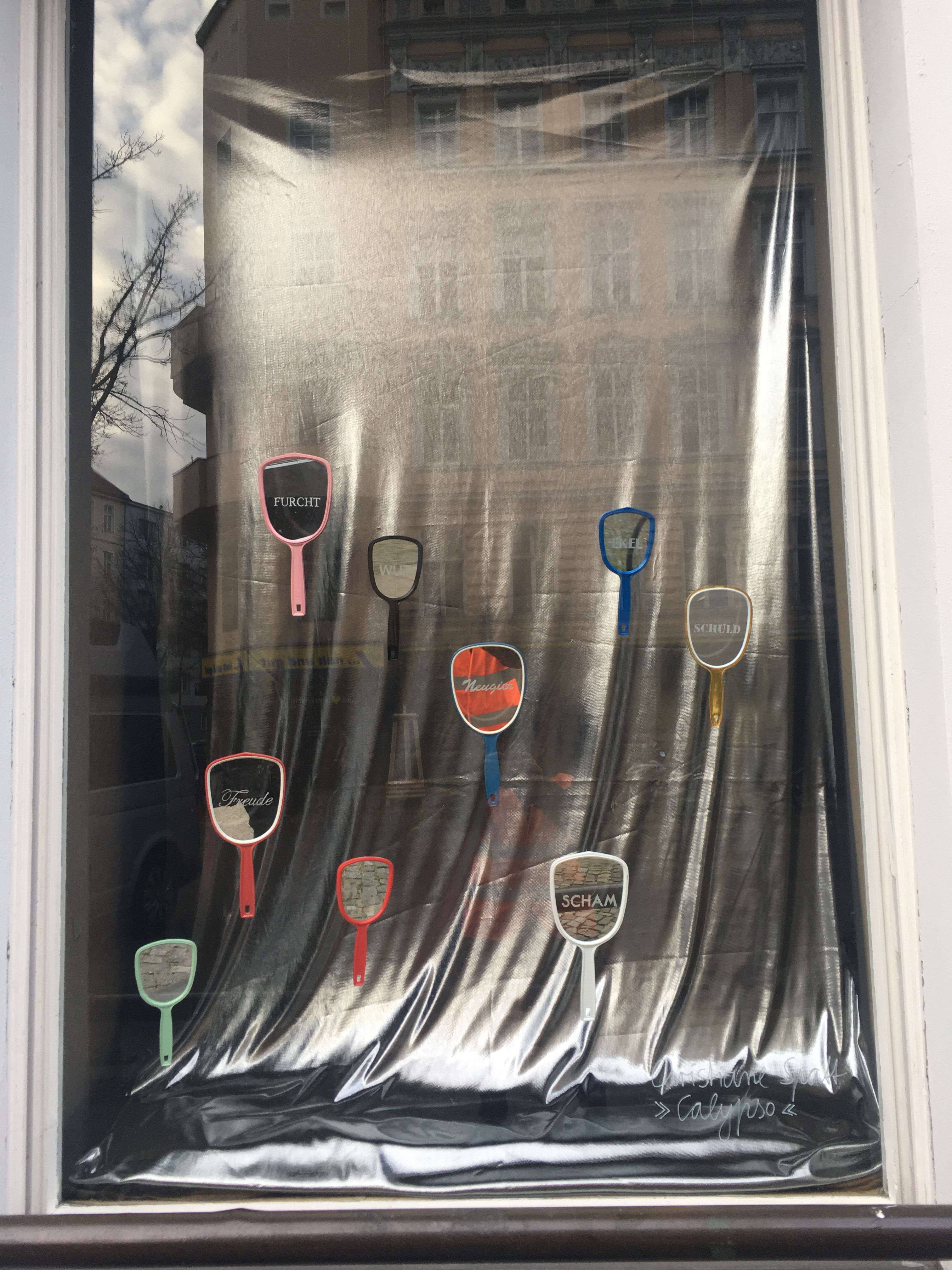
Calypso, Installation von Christiane Spatt (2021), Das Fenster

Die G.A.S-station Berlin – Tankstelle für Kunst und Impuls wurde 2008 als nichtkommerzieller und unabhängig arbeitender Ausstellungs- und Projektraum in Berlin-Kreuzberg gegründet. Initiatoren sind die aus Wien stammende Künstlerin und Autorin Elisa Asenbaum und der österreichische Musiker und künstlerische Autodidakt Thomas Maximilian Stuck, die seit 1990 als Grafik – Art – Sound gemeinsam künstlerisch tätig sind. Die G.A.S-station Berlin widmet sich der zeitgenössischen Kunst. Neben Werken bildender und digitaler Kunst werden auch performative, schriftstellerische und wissenschaftliche Arbeiten in thematischen Zusammenhängen präsentiert und durch Veranstaltungen, Vorträge, Filmvorführungen, Lesungen und Diskussionen begleitet. Veranstaltungen sind kostenfrei.
Die G.A.S-station Berlin – Tankstelle für Kunst und Impuls ist seit 2011 aktives Mitglied im Netzwerk freier Berliner Projekträume und -initiativen und teilt dessen Grundsätze und Selbstverständnis. Der Projektraum unterstützt die unabhängige und nichtkommerzielle freie Kunstszene in Berlin.

## Künstlerische Schwerpunkte

### Spartenübergreifende, themenspezifische Ausstellungen
Schwerpunkt des künstlerischen Konzeptes der G.A.S-station Berlin sind spartenübergreifende, themenspezifische Ausstellungsprojekte, die offen ausgeschrieben und kuratiert werden und in denen neben Kunstschaffenden aller Metiers insbesondere auch Wissenschaftlerinnen und Wissenschaftler ihre Positionen zum Thema in einem künstlerischen Kontext darstellen. Seit seiner Gründung präsentierte die G.A.S-station Berlin etwa 30 Ausstellungen mit mehr als 350 Beitragenden aus Kunst und Wissenschaft. Formate sind bildende Kunst, digitale und darstellende Kunst, Fotografie, Film, Literatur und Wissenschaft. Die spartenübergreifenden Ausstellungsprojekte beinhalten musikalische Installationen und Performances, Lesungen und Fachvorträge sowie thematische Führungen durch die Ausstellungen.

### Prozesshafte, spartenübergreifende Ausstellungsprojekte
G.A.S-station Berlin versteht sich als experimentelle Plattform, um neue künstlerische Ausstellungsformate und Präsentationsformen zu erproben. Ein wichtiges Anliegen ist es, die partizipative, künstlerische Zusammenarbeit über Grenzen anzuregen. Ab 2014 haben Elisa Asenbaum und Thomas Maximilian Stuck eigens entwickelte Konzepte zur prozesshaften, spartenübergreifenden Zusammenarbeit von Künstlern und Wissenschaftlern ausprobiert und ermöglicht. Ergebnisse dieser kollaborativen künstlerischen Arbeitsmethode und spartenübergreifenden Zusammenarbeit wurden in den Ausstellungen Augustina träumt – in progressius (2015–2016) sowie Schein und Spiegelung, ein Relationspositionsprojekt (2017–2019) vorgeführt. Im Jahr 2021 wurde für die Ausstellung Die KUNST ist ToT ∞ das Konzept um das Format Tandem, eine weitere Form der kollaborativen Zusammenarbeit erweitert. Hierfür erarbeiten Kreative aus der Literatur und der Bildenden Kunst sowie aus Naturwissenschaft und Literatur jeweils im Tandem künstlerische Positionen.

### Raumprojekte und Das Fenster
Neben interdisziplinären, spartenübergreifenden Ausstellungen gibt es kürzere Ausstellungsreihen wie Das Fenster oder x|y|z: RAUMPROJEKT, ein experimentelles Format für Bildende Kunst und Neue Medien, in dem Künstlerinnen und Künstler thematische Installationen eigens für den Raum entwickeln und präsentieren.

## Ausstellungen, Veranstaltungen (Auswahl)
- 2008/2009: Ausstellung eMOTION
- 2009/2010: Ausstellung CHAOS
- 2010: Ausstellung CHAOS extended
- 2010/2011: Ausstellung Das DING[12]

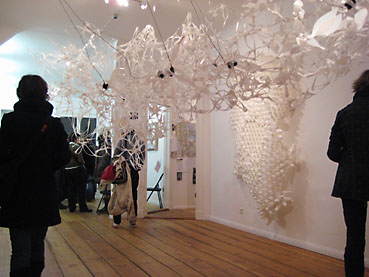
Chaos extended, 2010

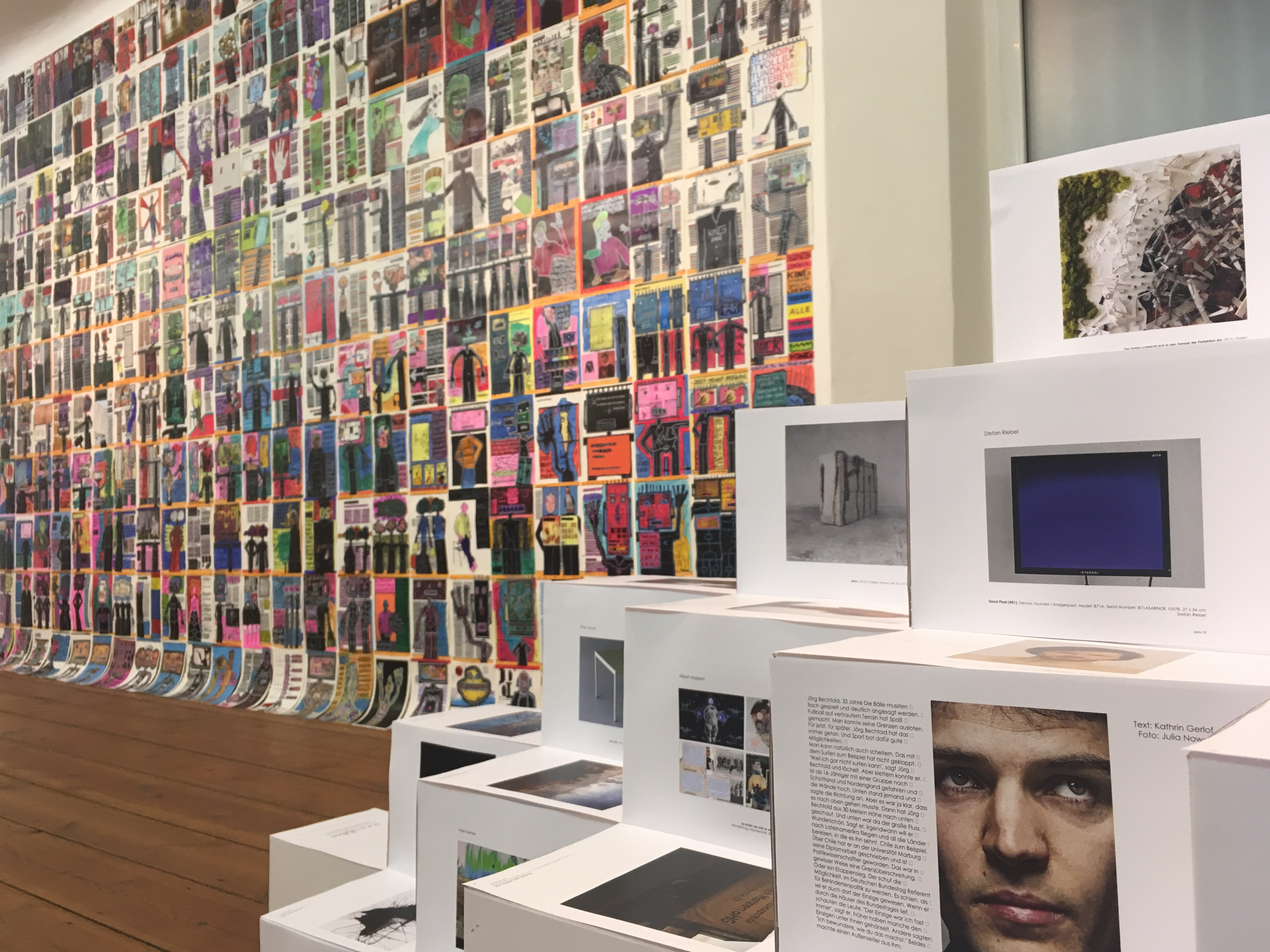
Zwischen Freiheit und Diktatur – Die Wand (2019/2020)

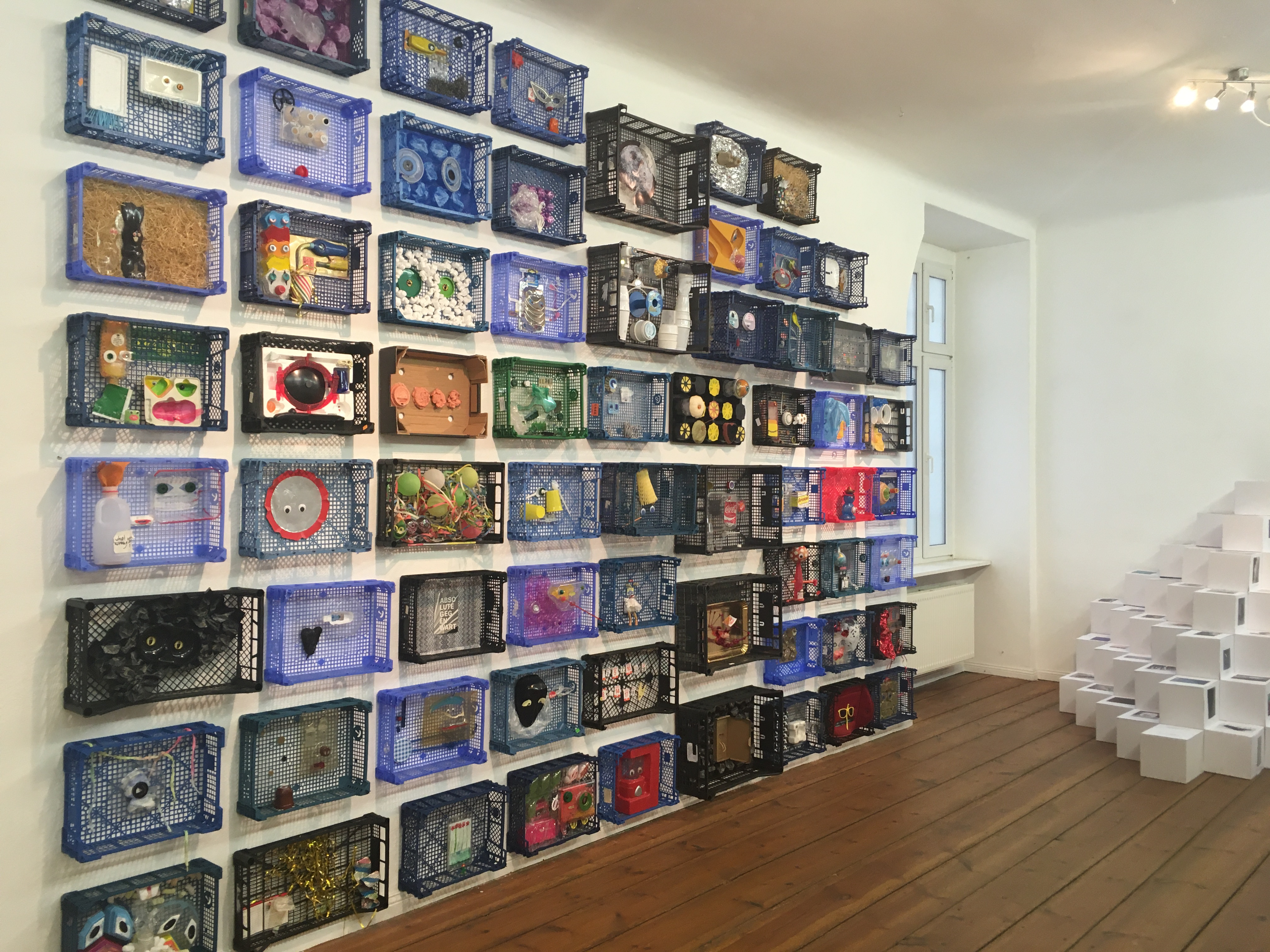
Gegenwartsverstopfung: Das Plastik starrt zurück (2020) von Stephanie Hanna zu Thun und Lassen

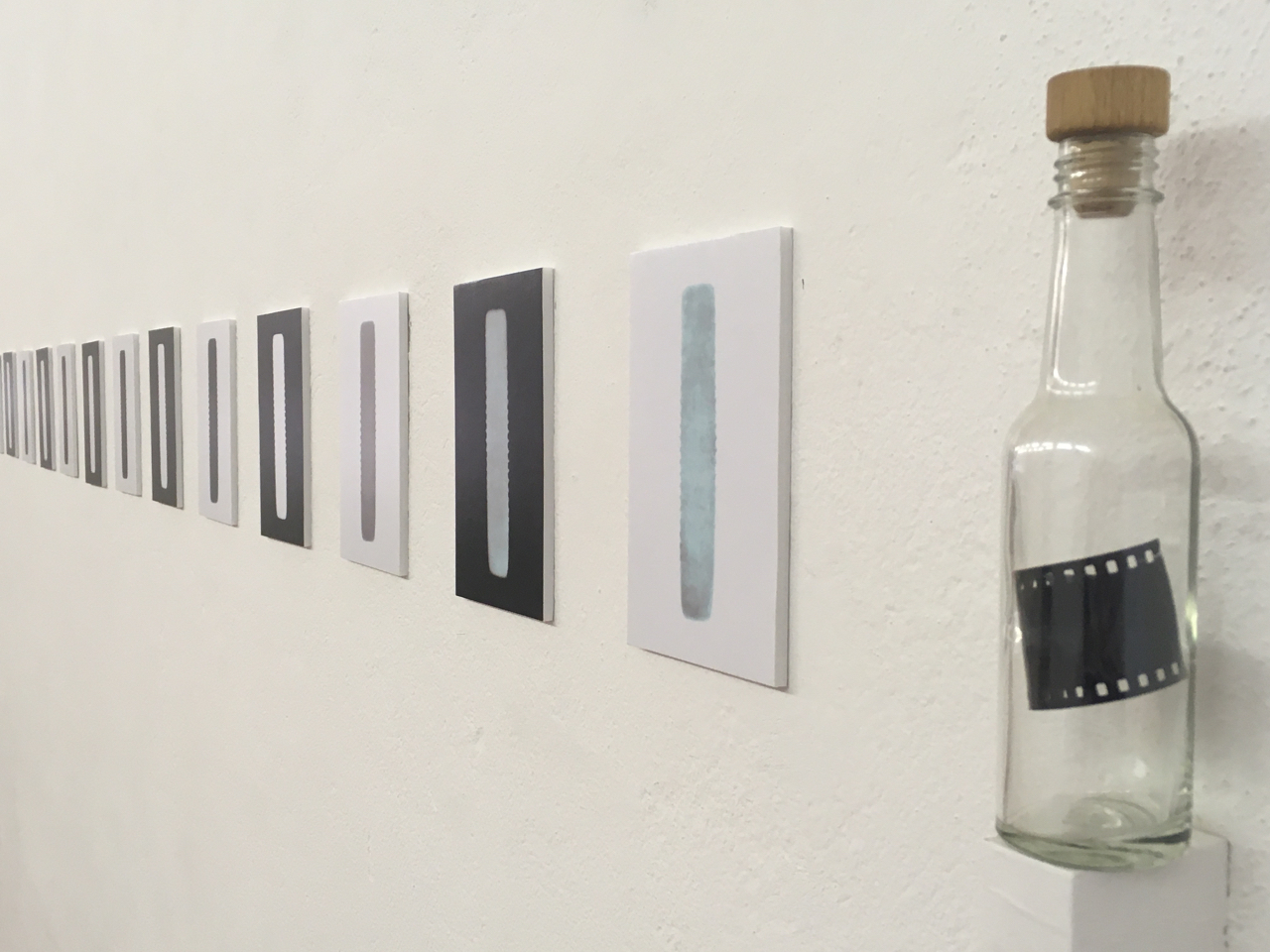
Ausstellung Die KUNST ist ToT ∞ (2021): Installation Jerzy Olek

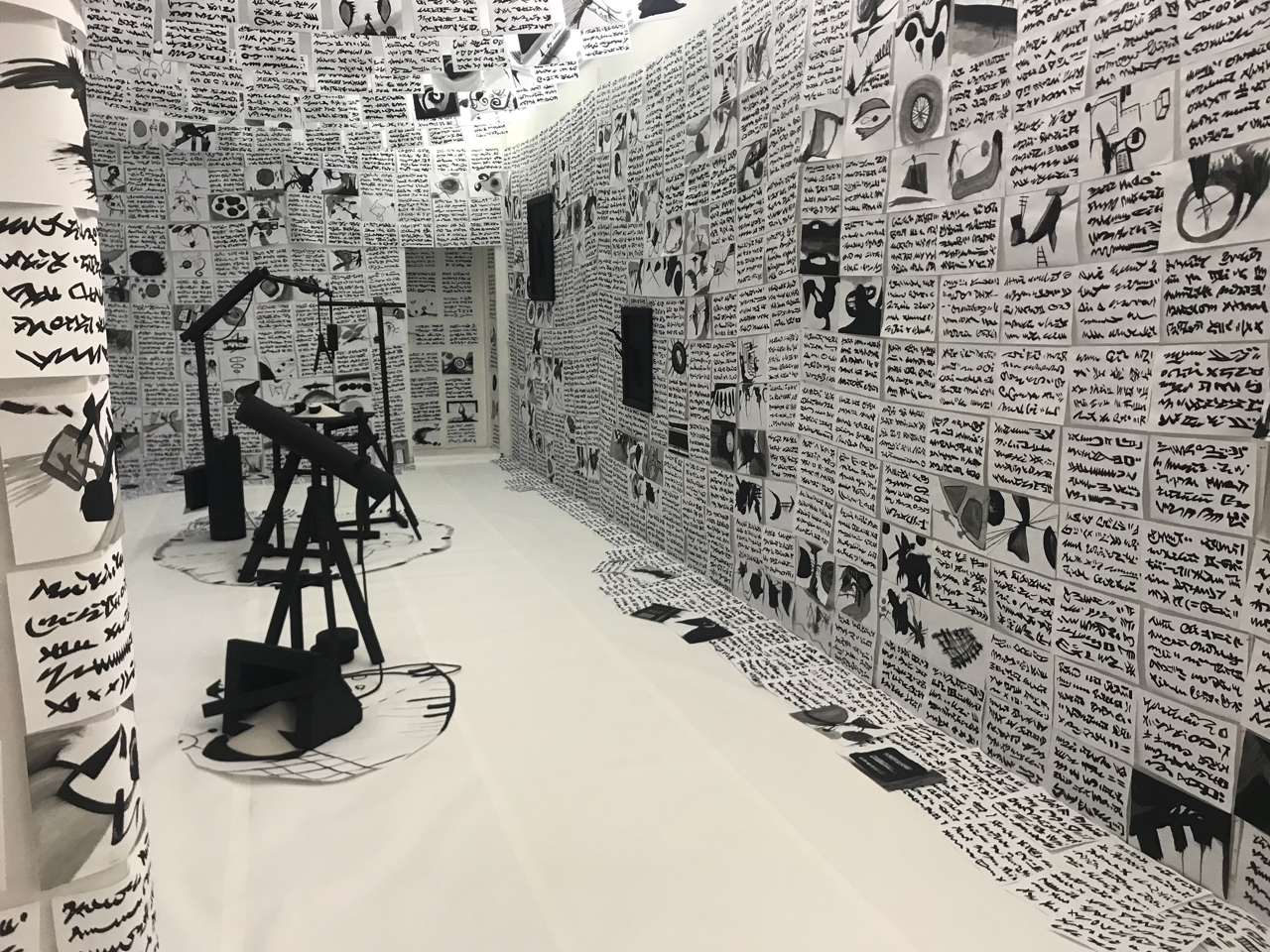
Shadow Robot Information Lab (2023), Installation von Florian Rautenberg

- 2011: Ausstellung 100+5 Bilder – Take away
- 2011/2012: Ausstellung Keine ZEIT.
- 2012: 3WEEKS: 4 Raumprojekte
- 2012/2013: Ausstellung NICHTS. Nichts ist schöner! Reflexionen über und unter dem Nichts.
- 2013: Internationale Kurz- und Langfilm-Videotage
- 2013/2014: Ausstellung Die Perfektheit und das Fehler.
- 2014: x|y|z: RAUMPROJEKT – #7 Jungle Concrete – Burchard Vossmann[13]
- 2015: Internationale Kurz- und Langfilm-Videotage
- 2015: OpenProzessTag Augustina träumt.
- 2015/2016: Ausstellung Augustina träumt – in progressius. Positionen aus Kunst und Wissenschaft im Kontext zu literarischem Text.
- 2016: Veranstaltung G.A.S-station zu Gast im MUSA Wien[14]
- 2016: Internationale Kurz- und Langfilm-Videotage
- 2017: x|y|z: RAUMPROJEKT – #12 IF ONLY – Ulli Klepalski
- 2017: Veranstaltung Eine Reise durch AUGUSTINAselbst.
- 2017/2018: Ausstellung Schein und Spiegelung, Präsentationsrunden 1-4
- 2018/2019: Ausstellung Schein und Spiegelung, ein Relationspositionsprojekt.[15]
- 2019/2020: Ausstellung Zwischen Freiheit und Diktatur | Die Wand
- 2021: Ausstellung Die KUNST ist ToT ∞[16]
- 2022: Ausstellung Archiv II – aktuelle Impulse und POST:Bot:In
- 2022/2023: 19° unerklärlich
- 2023: x|y|z RAUMPROJEKT: Florian Rautenberg: Shadow Robot Information Lab

## Kunstkatalog-Gestaltung (Auswahl)
- 2008: eMOTION. Bewegung & Emotion. Katalog, 105 Seiten, ISBN 978-3-948827-03-8.
- 2009: CHAOS. Das Chaos ist immer und überall. Katalog, 100 Seiten, ISBN 978-3-948827-04-5.
- 2010: Das DING. Objekt und/oder Individuum. Katalog, 124 Seiten, ISBN 978-3-948827-05-2.
- 2011: Keine ZEIT. Zeitphänomene. Phänomene der Zeit. Katalog, 100 Seiten, ISBN 978-3-948827-06-9.
- 2012: NICHTS. Nichts ist schöner! Reflexionen über und unter dem Nichts. Katalog, Textildruck, ISBN 978-3-948827-07-6.
- 2013: Die Perfektheit und das Fehler. Katalog, 125 Seiten, ISBN 978-3-948827-08-3.
- 2017: Augustina träumt – in progressius. Katalog, 115 Seiten, ISBN 978-3-948827-09-0.
- 2019: Schein und Spiegelung, ein Relationspositionsprojekt. Katalog, 109 Seiten, ISBN 978-3-948827-10-6.
- 2020: 11 Jahre kunsT und ImpulS. Rückblick 2007 – 2020. Katalog, 149 Seiten, ISBN 978-3-948827-11-3.
- 2021: eineART zeitung. Positionen aus der Bildenden Kunst, Neuen Medien und Literatur. 56 Seiten, ISBN 978-3-948827-12-0.

## Rezeption
Ausstellungen der G.A.S-station Berlin haben mit ihren spartenübergreifenden und themenspezifischen Ansätzen, bei denen Werke aus Kunst, Philosophie und Naturwissenschaft miteinander korrespondieren, Kritiken und Aufmerksamkeit in international anerkannten Kunstpublikationen bekommen.

## An Ausstellungsprojekten Beteiligte (Auswahl)
Thomas Born, Fotografie; Časlav Brukner, Quantenphysik; Ellen Fellmann, Film; Florian Grond, Installation; Wolfgang Grossmann, literarische Performance; Stephan Groß, Bildende Kunst; Jochen Höller, Bildende Kunst; Elfriede Jelinek, Literatur; Ulli Klepalski, Malerei; Anouk Kruithof, Fotografie; Anna-Maria Kursawe, Bildende Kunst; Albert Markert, Bildende Kunst; Wolfgang Neipl, Video; Jerzy Olek, Bildende Kunst; Oliver Orthuber, Installation; Herbert Pietschmann, Quantenphysik; Michael H. Rohde, Fotografie; Hartmut Rosa, Soziologie; James A. Shapiro, Wissenschaft; Christiane Spatt, Fotografie; Ralf Tekaat, Malerei und Zeichnung; Burchard Vossmann, Shretart; Gisela Weimann, Bildende Kunst; Whathappensnext Ensemble Berlin, Musik

## Auszeichnungen
Für seine künstlerische Arbeit erhielt die G.A.S-station Berlin im Jahr 2015 sowie im Jahr 2017 von der Senatsverwaltung für Kultur und Europa des Landes Berlin die mit 30.000 Euro dotierte Auszeichnung künstlerischer Projekträume und -initiativen.
Aus dem Statement von Staatssekretär Dr. Thorsten Wöhlert am 14. September 2017: „Die Ausgezeichneten fordern mit ihren Ideen, ihren kooperativen und partizipativen Arbeitsweisen, eine neue künstlerische Praxis heraus, die ihre Öffentlichkeit findet, ohne dabei marktorientiert vorzugehen. Sie suchen und finden nicht nur oft improvisierte Locations oder außergewöhnliche Formate, sondern eben auch besondere Themen, Kontexte und Adressaten. Die Preisvergabe für diese besondere kulturelle Anstrengung, die Würdigung der ästhetischen Kraft und Vielfalt der Projekträume und -initiativen soll motivierend auf alle Beteiligten wirken und so Vielfalt und Kreativität erhalten helfen.“

## Publikationen
- Marina Gärtner: Spaces. Freie Kunsträume in Deutschland. Deutscher Kunstverlag, Berlin, München 2015, ISBN 978-3-422-07310-4
- Der Regierende Bürgermeister von Berlin (Hrsg.): Freedom of Space. argobooks, Berlin 2016, ISBN 978-3-942700-77-1.
- Berliner Senatsverwaltung für Kultur und Europa: Projektraumkarte 2017. (PDF; 567 kB)